# Daniel Speer
Daniel Speer (Breslau, 1636. július 2. – Göppingen, Németország, 1707. szeptember 5.) német író, zeneszerző.

## Élete
Egyes – nem bizonyított – elméletek szerint 1658 környékén Speer Barcsay Ákos erdélyi fejedelem udvarában volt trombitás.
Deniel Speer egy braslaui tímármester fia volt. Szüleit korán elvesztette, ezért árvaházban nevelkedett, ahonnan megszökött. Ezután hosszú vándorélet következett. 
Végül Dél-Németországban telepedett le. 1664-ben Stuttgartban, és Tübingenben tevékenykedett, majd 1667-ben Göppingenben templomi zenészként tevékenykedett, mely mellett tanítással is foglalkozott.
Művei jelentős részét itt komponálta. Hazafias, a francia megszállás elleni művei miatt 1689-ben börtönbe is került. Szabadulása után 71 éves korában bekövetkezett haláláig kizárólag komponálással foglalkozott.

## Művei
Grimmelshausen Der Abenteurliche Simplicissimus című 1669-ben megjelent regénye ihlette az 1683-ban névtelenül kiadott Ungarischer oder Dacianischer Simplicissimus című könyvet, amely egyszerre pikareszk regény és útirajz. A kutatások szerint a szerző Daniel Speer volt. A mű tartalmazza a Tátra XVII. századi csodás leírását, valamint Simplicissimus és társai egy helyi vezető által vezetett túráját a Tátra egyik legmagasabb csúcsára. A könyvben a tátrai pásztorélet legrégibb leírása is megtalálható. A kirándulás 1654-ben történt és a meglátogatott csúcs a Késmárki-csúcs volt. A könyvben szerepelnek a korabeli Erdély és a román fejedelemségek viszonyainak leírása is. A művet teljes egészében, de részleteiben is magyarul, szlovákul és lengyelül többször újra kiadták. Két magyar fordítása is létezik, a teljesebb
- Magyar Simplicissimus; szerk., bev. Turóczi-Trostler József, ford. Varjú Elemér, jegyz. Benda Kálmán, ill. Varjú Domokos; Művelt Nép, Budapest, 1956 (Aurora)
- Magyar Simplicissimus; bev. Kiss Gy. Csaba, utószó Szakály Ferenc, jegyz. Benda Kálmán, Szakály Ferenc, ford. Varjú Elemér; Felsőmagyarország, Miskolc, 1998 (Felsőmagyarországi Minerva)

Simplicissimus könyvének tátrai vonatkozásait először Roman Kordys elemezte a Czy Frölich był na Łomnici? (Járt-e Frölich a Lomnici-csúcson?), Taternik 1930., 4. szám, című tanulmányában.
1687-ben jelent meg Unterricht der Musikalischen Kunst (A zenei művészet tanítása) című tankönyve. A mű érdekessége, hogy ebben található a baryton első ismert leírása.